# Gruppo Romano Incisori Artisti
Il Gruppo Romano Incisori Artisti, conosciuto anche come GRIA, si formò ad ottobre 1921 da un'idea di Federico Hermanin, Soprintendente alle Gallerie e Musei di Roma, che raccolse intorno a sé, a Palazzo Venezia,  gli incisori più rappresentativi che in quegli anni operavano nella Capitale. Il gruppo si riferiva ad un proprio statuto e a un preciso regolamento.

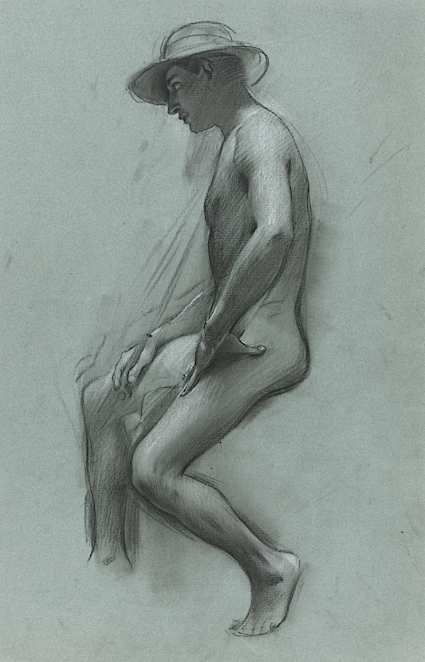
Adolf Hirémy-Hirschl, Hermes, 1898

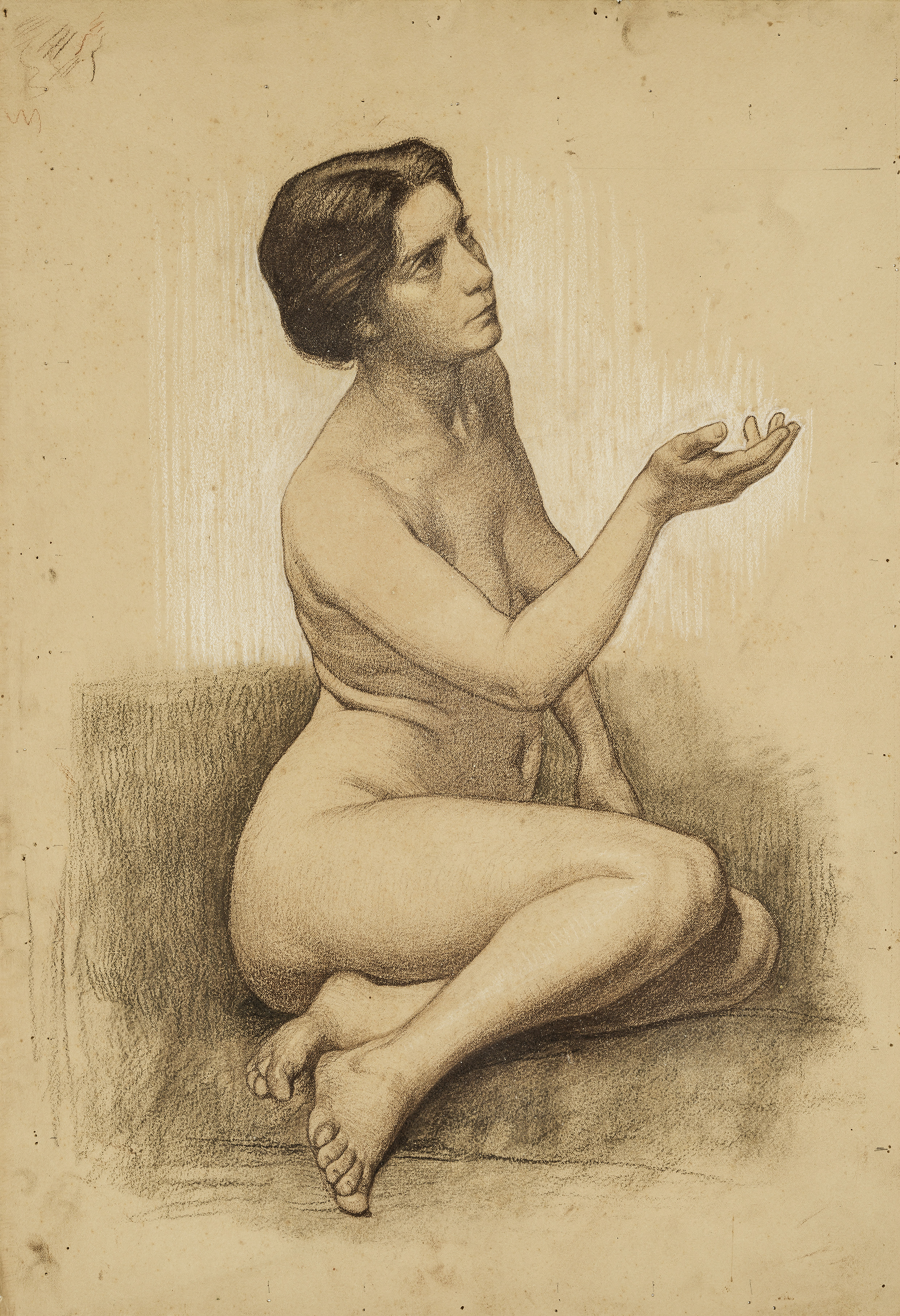
Sigmund Lipinsky, Hesperide

## Storia
Palazzo Venezia, restituito allo Stato dopo la I Grande guerra, in quel 1921 era sede museale, ma anche luogo di riferimento dell'arte e della cultura contemporanea. In questo monumento prestigioso, divenuto simbolo della guerra vittoriosa contro l'Impero Asburgico, si risvegliarono  e si crearono nuove iniziative e aggregazioni culturali, intorno alla figura carismatica di Federico Hermanin, cui era stato affidato il radicale restauro dell'edificio. Hermanin era anche profondo conoscitore dell'incisione del Cinquecento e del Seicento.
In quegli anni operava ancora a Roma la Società degli Amatori e Cultori di Belle Arti, voluta nel 1829 da un consistente gruppo di artisti e di nobili romani e che, con le sue mostre annuali, sostenne un ruolo da protagonista nella vita culturale romana. Si sciolse nel 1930.
Il GRIA, nato dopo la I Biennale Romana, era composto da 25 artisti, italiani ma anche stranieri, arrivati a Roma con borse di studio, gravitanti intorno alle Accademie e in cerca di valorizzazione e di lavoro. Erano artisti che si dedicavano a tematiche diverse e che potevano contemporaneamente appartenere a diversi gruppi o circoli, in cui si raccoglievano artisti, anche eterogenei: per loro si organizzavano mostre collettive. Sulla prestigiosa rivista "Nuovissima" il critico Diego Angeli nel 1903 aveva sostenuto l'idea che l'incisione contemporanea, grazie all'alta qualità  espressiva e alla grande possibilità di riproduzione, aveva assunto un ruolo importante nella diffusione della cultura artistica.

### Venticinque incisori
I 25 del GRIA - che avevano riferimenti o con la villa Strohl-Fern o con Accademie, o che avevano studi a porta Pinciana o a via Margutta - in comune avevano passione per la grafica, per il disegno a carboncino e a inchiostro e già avevano partecipato ad esposizioni in Bianco e Nero. Alcuni incisori erano già noti, altri invece erano (e rimasero) quasi sconosciuti:
- Enrico Arcioni (1875-1954)
- Settimo Bocconi (1875-1959)
- Luigi Bompard (1879-1953)
- Pier Giulio Breschi (1874-1937)
- Raoul Dal Molin Ferenzona (1879-1946)
- Edoardo Del Neri (1890-1932)
- Vittorio Grassi (1878-1958)
- Adolf Hirémy-Hirschl (1860-1933)
- Laurenzio Laurenzi (1878-1946)
- Sigmund Lipinsky (1873-1940)
- Giovanni Martoglio (?-?) (fratello di Nino Martoglio)
- Carlo Alberto Petrucci (1881-1963)
- Umberto Prencipe (1879-1962)
- Dante Ricci (1879-1957)
- Gustavo Rodella (1891-1937)
- Max Roeder (1866-1947)
- Angelo Rossini (1871-1939)
- Aleardo Terzi (1870-1943)
- William Walcot (1874-?)
- Antonio Zurnino (1864-?)

### Esposizioni
Il GRIA inaugura la sua stagione espositiva il 15 gennaio 1922; è presente alla XCI e CXII mostra degli Amatori e Cultori di Belle Arti; nel 1927 partecipa alla II Mostra Internazionale dell'incisione a palazzo San Gallo, a Firenze e lo stesso anno, nella sede del GRIA in via degli Astalli (palazzo Venezia), presenta un gruppo di suoi artisti incisori. Nel 1928, il GRIA è alla XCIII mostra degli Amatori e Cultori e organizza una mostra nella propria sede. Nel 1929 il GRIA aderisce alla Mostra del Libro Moderno Italiano, con una scelta di ex-libris. Accanto agli incisori del GRIA espongono eminenti artisti che non vi fanno parte, come Duilio Cambellotti e Adolfo De Carolis.

## Bibliografia

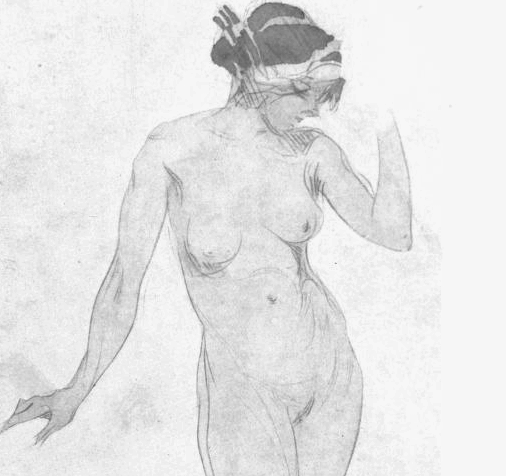
William Walcot, Nude Study
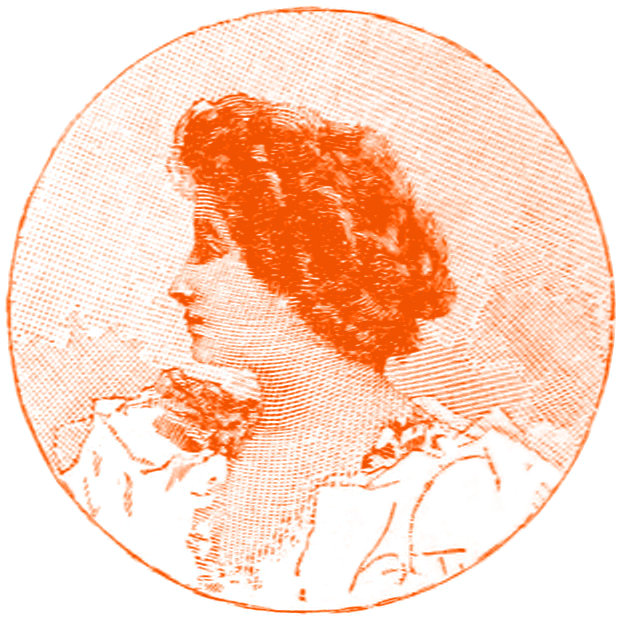
Aleardo Terzi, Donna Paola
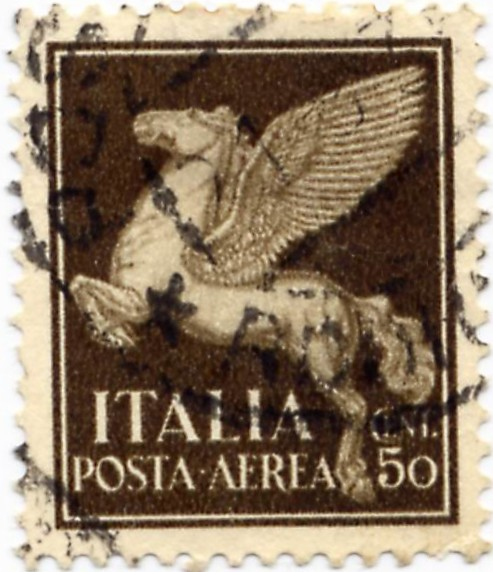
Edoardo Del Neri, Posta Aerea, 50 centesimi